# 현수선

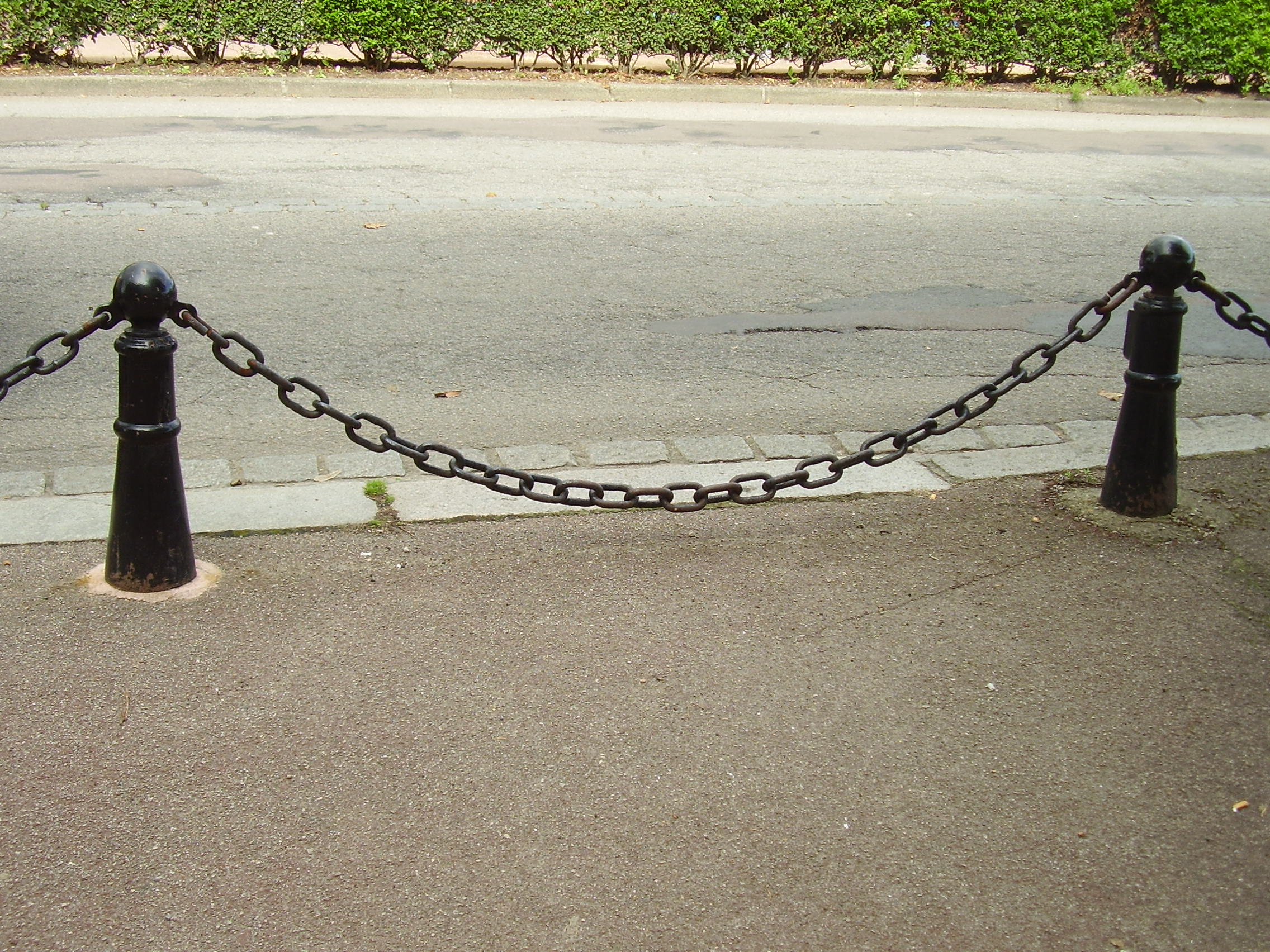
매달린 체인은 현수선 형태를 이룬다.

현수선(懸垂線, Catenary)은 물리학과 기하학에서, 밀도가 균일한 사슬이나 케이블 따위가 양끝 부분만이 고정되어 그 자체 무게만으로 드리워져 있을 때 나타나는 곡선이다. 쌍곡코사인 함수로 나타낼 수 있으며, 수학적으로는 상당히 다르지만 포물선과 비슷해보여 혼동될 수 있다. 특정한 아치 설계에서도 사용되는 모양이다. 평행한 두 원형 링에 비누막을 쳤을 때 나타나는 곡면을 현수면이라고 하는데, 이를 중심축 방향으로 자른 선이 또한 현수선이다. 현수면은 현수선의 회전체로서 극소곡면이며, 평면을 제외하고 회전체인 유일한 극소곡면이다.
현수선은 '그 자체 무게만으로 드리워져 있는 밀도가 균일한 선상'이라고 물리학적으로 정의된 곡선이므로, 각 지점에는 중력과 장력만이 작용하고 이를 분석함으로써 수학적으로 나타낼 수 있다. 현수선 아치는 현수선을 뒤집은 모양으로 설계하여 모든 하중이 압축 응력으로만 작용하게 만든 구조물인데, 이러한 물리학적 정의에 근거하면 현수선 모양으로 아치를 만들었을 때 인장 응력이 발생하지 않고 가장 견고함을 증명할 수 있다.

## 역사

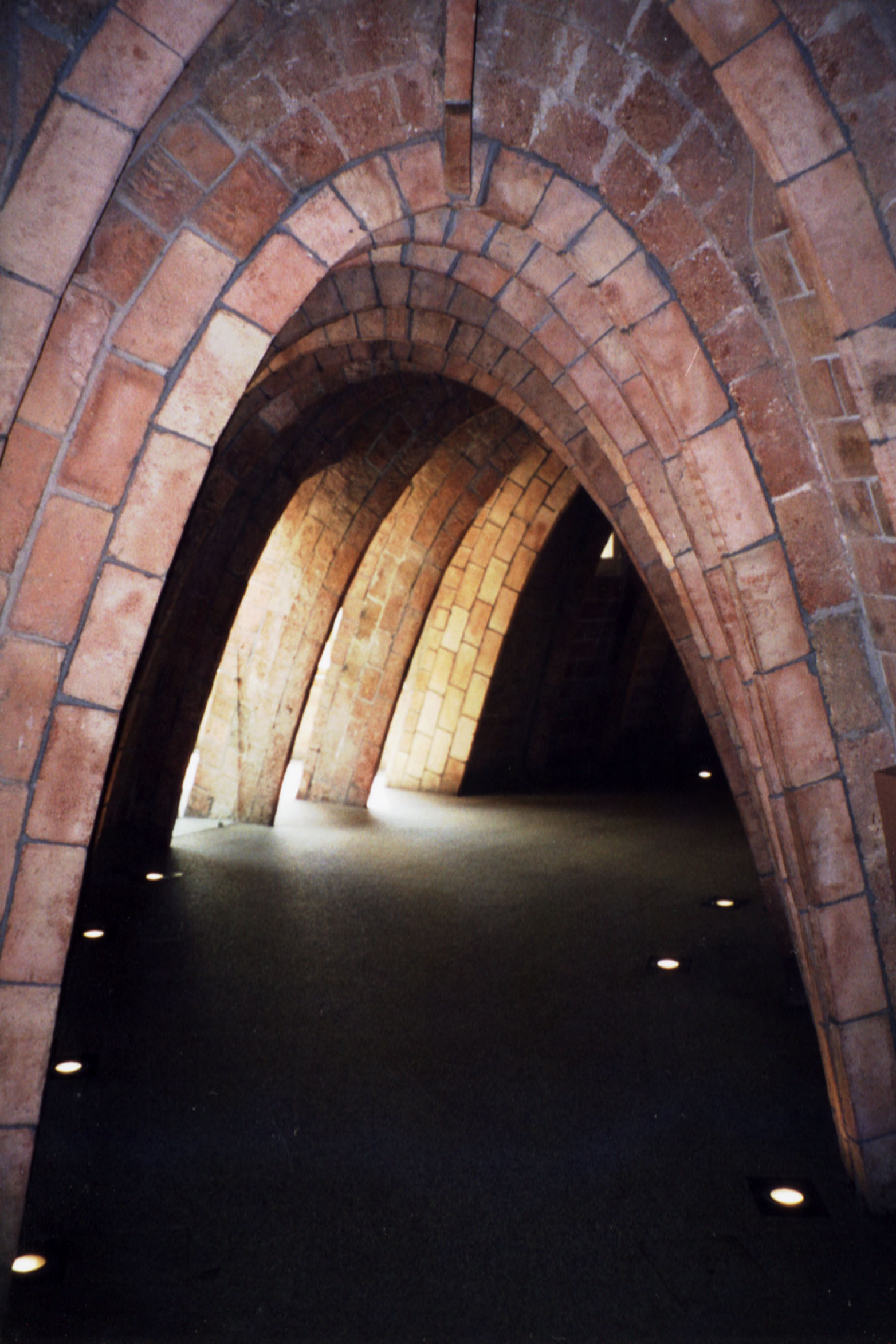
가우디의 카사밀라의 지붕 아래의 현수선 아치

흔히 갈릴레오가 드리워진 선상의 곡선이 포물선이라고 생각했다고 하지만, 그의 책 《두 개의 신과학》(Two New Sciences, 1638년)에서 갈릴레오는 근사적으로 포물선이라고 말했을 뿐이며, 그러한 근사는 곡선의 크기가 작을수록, 특히 고도가 45° 미만일 때 가장 정확하다고 했다. 실제로 포물선이 아님을 수학적으로 증명한 사람은 융기우스(Joachim Jungius)로, 그 결과는 그의 사후인 1669년에 발표되었다.

## 수학적 표현
데카르트 좌표에서 현수선의 방정식은 다음과 같은 꼴을 가지는데, 여기서 'cosh'는 쌍곡코사인 함수를 뜻한다.
{\displaystyle y=a\,\cosh \left({x \over a}\right)={a \over 2}\,\left(e^{x/a}+e^{-x/a}\right)\,}
일반적으로 모든 현수선 모양은 서로에 대해 닮음이며, 변수 a의 값에 따라 비례 축소가 달라진다. 현수선 아치로 알려져 있는 것 중에 정확하게 현수선은 아닌 것들이 있는데, 흔히 납작한 현수선이라고 하며 일반적으로 {\displaystyle y=a\,\cosh \left(bx\right)}를 만족한다. {\displaystyle ab=1}인 경우만이 실제로 현수선인 것이다.
포물선이 직선 위를 미끄러짐 없이 굴러간다고 할 때, 포물선의 초점이 그리는 자취가 현수선이 된다. 또한 같은 상황에서 준선 자취가 그리는 포락선 역시 현수선이 된다. 한편 현수선의 신개선은 추적선(tractrix)이 되는데, 추적선이란 X선 상을 일정한 속도로 움직이는 한 점을 향해 다른 한 점이 일정한 속력으로 쫓아붙을 때 생기는 곡선이다.

현수선 도로를 미끄러짐 없이 굴러가는 사각형 바퀴

전적선(roulette curve)이란 어떤 곡면이 다른 고정된 곡선이나 직선 위에서 미끄러짐 없이 구를 때 그 곡면 위의 한 고정점의 자취를 말하는 것으로, 예를 들면 사이클로이드는 원의 직선에 대한 전적선이라고 할 수 있다. 현수선의 경우, 직선이 현수선 위를 미끄러짐 없이 구를 때의 전적선은 또 다른 직선이 된다. 이는 정사각형 모양의 바퀴를 굴려서 매끄럽게 지나가게 할 수 있도록 울퉁불퉁한 도로를 만든다고 할 경우, 그 도로의 모양은 현수선을 적당히 잘라 붙인 모양이 되어야 하는 이유를 설명해주고 있다. 정삼각형을 제외한 모든 정다각형에 대해서 이와 같은 적당한 현수선 도로를 만들 수 있다.

## 참고 문헌
- Lockwood, E.H. (1961). 〈Chapter 13: The Tractrix and Catenary〉. 《A Book of Curves》. 케임브리지 대학 출판부.